# Mr. Olympia
Mister Olympia és una competició de culturisme professional que se celebra anualment i agafa els millors culturistes de tot el món. Organitzada per la International Federation of Bodybuilding & Fitness (IFBB). Des dels seus inicis és considerat la competició amb més nivell i la que decideix qui és el millor culturista del món. El concurs va ser creat per Joe Weider perquè els guanyadors de Mr.Univers continuessin competint. És a dir, és el lloc on només els campions poden acudir, actualment els campions del món amateur han esgotat les seves possibilitats de competir en el món amateur i han de donar el salt al professional. El primer Mr.Olympia es va dur a terme el 18 de setembre de 1965 a l'Acadèmia de Música de Brooklyn, Nova York. El nombre rècord de victòries és de vuit, que només han pogut aconseguir-ho Lee Haney (1984-1991) i Ronnie Coleman (1998-2005). Jay Cutler en l'actualitat ostenta el títol de Mr Olympia.
També es va fer crear la competició Sra Olimpia perquè poguessin competir les dones així com Fitness Olympia i Figure Olympia, que es duen a terme per les competidores de fitness i figura, respectivament.

## Història
Tot va començar el 18 de setembre de 1965. La multitud de l'Acadèmia de Música de Brookiln esperava a la vora dels seients cridant i aplaudint, a la superestrella de Califòrnia, amb uns braços tan grans que semblava que no fos real, l'home que esperaven era el llegendari Larry Scott, i la raó per la qual esperaven era perquè aquella nit era la nit de la més grandiosa creació de Joe Weider. Era la primera celebració de Mr Olympia.
Larry Scott va ser la super-estrella de la nit, però per 1963 ja no havien més camins per recórrer. Scott havia guanyat els títols de Mr Amèrica, Mr Món i Mr Univers, i ja no quedava molt per fer. Així que també va obtenir el primer títol de Mr Olympia el 1965, i el 1966.
Joe Weider va notar la necessitat de mantenir a Larry Scott en el món del fisioculturisme, i la necessitat de fer créixer aquest esport. Va crear el títol de Mr Olympia per mantenir a tots els campions de Mr Univers actius en l'esport i per donar-los l'oportunitat de guanyar diners per competir. Joe va poder veure que l'esport seria un èxit en el futur, els campions haurien de preparar a consciència per competir com ho feien els atletes professionals.
El 1967, Sergio Oliva (conegut com "El Mite") va guanyar el tercer títol de la Mr Olympia imposant un altre estil i el 1968 va tornar a guanyar.No obstant això, el gran repte per a Sergio estava present en l'ambient, el 1969 va començar la més grandiosa rivalitat en la història de Mr Olympia. Oliva va ser reptat per un jove austríac anomenat Arnold Schwarzenegger. En una batalla tancada,, Sergio va pujar al més alt en 1969 va ser Mr. Olympia per tres anys consecutius, però Arnold li va prometre que mai el tornaria a guanyar-lo. Els dos van entranar molt dur pel següent any, i en el setembre de 1970 Arnold va superar a Sergio i va guanyar el trofeu i es va convertir en el tercer home en guanyar el Mr.Olympia.
Per primera vegada, el certamen va ser dut a terme fora de Nova York. Aquesta vegada va ser celebrat a París, el mateix dia que el Mr Univers de la NABBA es realitzava a Londres. Arnold va competir en Mr Olympia mentre que els altres grans campions d'aquest any van optar per fugir d'Arnold i van competir en la competència de la NABBA.
El 1972, la competició es va celebrar a Essen, Alemanya, on va ser sostinguda una altra batalla èpica entre Sergio i Arnold. Encara avui, més de 25 anys després, alguns encara especulen sobre qui tindra que haver guanyat. La decisió va ser presa per 7 jutges, i per una votació de tres-a-quatre, Arnold es va sostenir en el seu títol de Mr Olympia.
El 1973, la competició novament es va dur a terme a Nova York, i la Gran Poma va veure com Arnold prenia novament el títol per quarta any consecutiu amb una victòria sobre Franco Columbu i Serge Nubret. Molta gent va sentir que havia estat una fàcil victòria per Arnold.
Un enorme repte l'esperava per al següent any, el 1974. El sorgiment de Lou Ferrigno en l'escena professional, Lou va ser el més gran competidor que va tenir Arnold. L'esdeveniment es va celebrar a Nova York en el Felt Fòrum del Madison Square Garden. Arnold novament va mostrar el seu domini i va guanyar el títol per cinquena vegada, però els rumors que ell estava pensant a retirar-se van començar a circular.
Ara Mr Olympia se celebrava a Sud-àfrica el 1975, l'esdeveniment va ser immortalitzat en la pel·lícula Pumping Iron. Molta gent propera a Arnold va sentir que l'única raó de per què ell va competir el 1975 era perquè la competició estava sent filmada i això probablement l'ajudaria en la seva carrera cinematogràfica. Arnold va guanyar la competència fàcilment i immediatament va anunciar la seva retirada.
El 1976 la competició es va celebrar a Columbus, Ohio, amb Arnold com a promotor amb Jim Lorimer. Franco Columbu finalment va guanyar el seu títol de Mr Olympia després d'haver-ho intentat per més de cinc anys. No va ser una victòria fàcil, ja que va guanyar per molt poc sobre Frank Zane. Després de la competició, Columbu anunciar la seva retirada, mentre Zane immediatament va començar a entrenar per al següent any. Frank Zane el següent any, 1977 es va convertir en l'any de Zane. Va arribar a Columbus i va sentir que ningú podria igualar la seva densitat muscular, i tenia raó.
Gairebé com una repetició instantània, l'esdeveniment de 1978 va ser de nou celebrat a Columbus i Frank Zane es va endur el trofeu. El 1979, Zane va aconseguir la seva tercera victòria consecutiva. Zane semblava imbatible, però el 1980 es veuria la competició amb més controvèrsia de la història de Mr Olympia.
El 1980, l'esdeveniment es va dur a terme a Austràlia. El nombre de competidors era al més alt fins ara. Però va ser el retorn d'un d'ells, el que en realitat va fer història. Molts havien vist Arnold entrenant unes setmanes abans de la competència, però la majoria d'ells van pensar que ho feia a causa d'una pel·lícula de cinema. Quan Arnold va pujar l'avió cap a Austràlia amb els altres participants, ells altres participants van pensar que potser feria el cobriment d'un programa televisiu. Fins i tot en la reunió de participants, ells van pensar que era un promotor oficial de la IFBB. Tot es va saber el final quan es va anunciar el seu nom durant la competició. Però fins aquests dies, molts es pregunten per què havia intentat tornar i tractar de destruir la seu rècord perfecte.
Després de la competició, Frank Zane li va preguntar a Arnold per què havia tornat a competir, i Arnold li va contestar: " Per tornar cap a Menzter y Boyer Coe i demostrar-los que no es poden sortir en la seva i maltractar-me en a mi mi i el meu entrament". Arnold els desitjava mostrar que es pot arribar a Mr Olympia d'una manera positiva sense parlar malament de ningú i guanyar. Una petició va ser feta per tots els competidors, excepte Arnold, deia: "Els següents competidors de Mr Olympia estem a favor de l'abolició de les dues categories de pesos, i que es reemplaci per una sola classe oberta." El missatge en la petició estava implícit: "Una sola classe o no hi havia competència". No obstant això, Arnold no estava d'acord, i la reunió entre els fisiculturistas i els jutges es va tornar amarga. Gairebé violentament 15 fisiculturistas es van anar en contra d'Arnold. Finalment, Joe Weider es va veure involucrat, i va parlar amb Arnold, d'aquesta manera ell va retirar el seu argument.
Els jutges per a aquesta competició van ser Reg Park, MITS Kawashima, Albert Busek, Dan Howard, Brendan Ryan, Jacques Blommaert i Mike Walczak. Després de la competició, cap va discutir sobre els jutges. Després de tot el controversial de la competència era evident. Arnold no estava en la seva millor forma, i els 15 competidors, ho sabien. Fins i tot Arnold reconèixer que estava en el 90% del seu nivell.
Quan els cinc primers van ser cridats, les coses van començar a posar-se malament. Mike Menzter en cinquè lloc. Els jutges havien d'estar fent broma. Mike estava al cim de la seva carrera com fisiculturista, millor que en els anys passats. Mike diria després "Tan ridícula és la decisió dels jutges, que realment, tot el que pot fer és riure. Et diré, algú allà em vol fora de les competicions". La reacció de Boyer va ser una mica diferent: "No és just" Boyer va llançar algunes cadires cap a les parets en forma de protesta. Frank Zane va acceptar el seu trofeu amb relativa calma, i després el trofeu es va convertir en centenars de trossos en ser llançat a l'asfalt de la Casa de l'Òpera. Dickerson va acceptar el seu segon lloc amb un "Oh no", per després desaparèixer en aquella nit. Arnold Schwarzenegger va obtenir el seu setè títol com Mr Olympia el 1980. El 1981, Arnold va tornar a ser promotor amb Jim Lorimer i la competició es va dur a terme a Columbus. En aquesta ocasió seria el títol per al seu famós amic Franco Columbu, qui va protagonitzar un altre retorn, per coronar-se campió en una lluita molt difícil.
El 1982 la trobada es va dur a terme per primera vegada a Londres, Anglaterra. Chris Dickerson va guanyar el títol, després d'haver acabat en el segon lloc els dos anys anteriors. Després de guanyar, Dickerson anunciar la seva retirada a l'escenari. La competició va tornar a Alemanya el 1983, però aquesta vegada era a Múnic, on va ser guanyada pel Lleó del Líban, Samir Bannout. El va lluitar contra "El gegant assassí" Mohammad l'Makkawy d'Egipte i el nouvingut Haney dels Estats Units. Samir tenia el que era necessari per dominar com a campió, però també va advertir la determinació de Haney.
El 1984, l'esdeveniment va tornar al Felt Fòrum de la ciutat de Nova York, on va tenir la més gran audiència per a les finals (5.000), i per a la preclassificació (4200), i la més alta suma de diners per a qualsevol Mr Olympia fins a aquest llavors. El 1985, la competició es va celebrar a Bèlgica per primera vegada. Haney va dominar novament, vencent a d'Albert Beckles i Rich Gaspari. Ja anaven dos per Haney. Lee Haney va guanyar en el següent any 1986, a Columbus, va ser el més grandiós Mr Olympia de tots els temps, i va començar a posar la mira en el rècord d'Arnold. El 1987, la competició de Mr Olympia es va realitzar a Suècia, i el resultat per al primer lloc va ser el mateix. Haney va ser molt superior a tots aquella vegada. Ja havia guanyat quatre en sèrie, i el rècord d'Arnold, estava al seu abast.
El 1988, Los Angeles va ser la ciutat amfitriona. L'Amfiteatre Universal va ser omplert per 6.000 persones, que van arribar per verificar si Lee Haney podria continuar en la conquesta per ser el millor Mr Olympia de la història. Amb una suma en diners de $ 150.000 en total per als concursants, Haney va guanyar fàcilment, aconseguint la cinquena victòria en sèrie. Per tercera vegada en sèrie, Rich Gaspari es va situar segon.
L'any següent, 1989, portaria la competició a Rímini, Itàlia, a la bonica costa Adriàtica.Per primera vegada la gent va dubtar del domini de Haney, i van afirmar que havia tingut sort per guanyar. Però l'important va ser la seva victòria, ja que d'aquesta manera aconseguia finalment el rècord d'Arnold de sis victòries consecutives com Mr Olympia. El 1990, 4.400 persones reunides al Chicago's Arie Crown Theatre. El premi era de $ 200.000, i Haney tractaria la seva setena victòria en sèrie, i així ho va fer, per setena vegada aixecava el trofeu de Mr Olympia.
Si el 1989 havia estat difícil per Haney, el 1991 va ser l'any en què per poc perd. Després de dos assalts, ell perdia per dos punts, però va millorar en el moment de posar per guanyar-li a Lee Llaurada i Shawn Ray. Ara Haney tenia set títols de Mr Olympia consecutius. Orlando, Florida era ara el lloc de trobada el 1991. Haney estava preparat per a la seva vuitena victòria, però per primera vegada ell estava competint amb un home amb la seva mateixa mida (5′ 11″) i el seu mateix pes (245 lliures): Dorian Yates," La Bèstia d'Anglaterra ". Quatre punts els separaven després de dos assalts, però Haney remuntar en els assalts tres i quatre, per deixar plasmat per a la història el seu vuitè títol en sèrie.
El 1992, la competència de Mr Olympia es va dur a terme a Hèlsinki, Finlàndia. Un nou Mr Olympia seria coronat aquest any, ja que Lee Haney havia decidit retirar-se després d'imposar el seu rècord. La competència va ser tancada després del primer assalt entre el Campió Nacional dels Estats Units, Kevin Levrone, i el primer finalista de l'anterior any, Dorian Yates. Però després del primer assalt, Yates va començar a repuntar i va guanyar de forma convincent.
Res va poder detenir el sorprenent Dorian Yates fins i tot el primer finalista, Flex Wheeler el va anomenar "intocable". Certament Yates es perfilava per mantenir-se guanyador per diversos anys.No obstant això, el Britànic va viure un dels seus pitjors anys el 1994. Es va lesionar el puny esquerre, i després en aquest mateix mes, es va esquinçar el quàdriceps esquerre. El va batallar en el seu camí cap a la competició, però amb menys de nou setmanes restants, es va esquinçar el seu bíceps esquerre. Amb sang freda i fermesa, ni tan sols aquesta lesió va acabar amb el seu somni Olímpic. Degudament va arribar a Atlanta per prendre el seu tercer trofeu, encara que molts es van qüestionar sobre la seva invencibilitat.
Si hi va haver dubtes sobre la seva victòria, ell no les va prendre en compte, o de sobte si. Va tornar a Atlanta el 1995 i va obtenir el primer lloc en el seu millor nivell. Kevin Levrone es va situar segon, i una nova amenaça emergia en aquest esport, l'home de 270 lliures Nasser El Sonbaty. Però Yates no va ser l'únic Mr Olympia a l'escenari aquella nit, en una cerimònia excepcional, per primera vegada, tots els nou homes que havien guanyat el títol, van ovacionar en un homenatge al creador de la competència, Joe Weider. El 1996, després de tres anys seguits, la competència va deixar la ciutat d'Atlanta i es va situar a Chicago. Yates, en un dels millors nivells que se li han vist, va arribar a la victòria, seguit molt de prop per Shawn Ray i Kevin Levrone. Ja era la cinquena victòria del Britànic, i com va succeir el 1994, els dubtes sobre que tan invencible era aquest home, van sorgir. El 1997, el camí de Mr Olympia es va dirigir cap a Long Beach, Califòrnia, per a la celebració número 33 de la màxima competència del fisiculturisme. El total de premis era de 285.000 $, i el primer lloc era premiat amb 110.000 $, els culturistes van ser reconeguts com a atletes professionals a nivell mundial. La competició de Mr Olympia, va ser establerta com l'esdeveniment d'esdeveniments de fisiculturisme.
Dorian Yates ara anava per la seva sisena victòria. Va ser una molt dura competició. Nasser El Sonbaty va arribar en la seva millor forma per inquietar Dorian d'una manera molt forta. Dorian Yates va obtenir el seu títol número 6 en forma consecutiva. La següent competició es tornava ara més intensa, ja que Dorian anunciava des d'aquest mateix moment, tornar a entrenar per al següent any. El que la majoria de gent no sabia, era que Dorian havia patit un trencament del tríceps, unes setmanes abans de l'esdeveniment, no va dir res i va competir. I després de la competència, se li va practicar una cirurgia; infortunadament això ho va marginar de competir en 1998.
El 1998, la competició es va celebrar al Madison Square Garden de Nova York. I en aquella ocasió se sabia que un nou Mr Olympia seria coronat. El favorit era Flex Wheeler, mentre l'auditori explotava en alegria cridant "RON-NIE! ROM-NIE!". El moment havia arribat, els 5.600 espectadors estaven esperant que el presentador oficial de la IFBB Wayne DeMilia anunciés el segon lloc, la persona que no es nomenés en aquest moment passaria a la història com el successor de Dorian Yates, Lee Haney, Arnold Schwarzenegger i els altres Mr Olympia. El moment havia arribat: "En segon lloc ..." i després d'esperar 10 segons que semblaven eterns va concloure "... Flex Wheeler". El públic va explotar d'alegria quan el guanyador va estavellar la seva cara contra el terra en un moment de glòria, aquesta persona era Ronnie Coleman, el policia més gran de Texas, qui en aquest moment es convertia en el desè home únicament a guanyar el títol de Mr. Olympia en els seus 33 anys d'existència.
El 23 d'octubre de 1999 l'escenari de Mr Olympia a Las Vegas, va ser espectacular, mai abans s'havia vist una cosa així per a una premiación de l'Esdeveniment d'Esdeveniments de Fisicoculturisme, aquesta vegada es va realitzar al Mandalay Bay Resort and Casino, 5.000 persones en total van assistir aquella nit. Ronnie Coleman es va coronar per tercera vegada consecutiva com el millor fisicoculturista del món, derrotant en una lluita tancada a Flex Wheeler.
Coleman va guanyar el concurs Mr Olympia vuit vegades consecutives, empatant el rècord de Lee Haney. Coleman va tornar en 2006 per defensar el seu títol, va quedar en segon lloc a Jay Cutler, que va guanyar el seu primer títol després de cinc anys consecutius d'acabar segon en la col·locació de Coleman. Cutler, a continuació, va defensar amb èxit el seu títol de nou en 2007. Coleman va arribar en quart lloc i va anunciar la seva retirada de la competència. El 2008, Dexter Jackson va derrotar a Jay Cutler i es va convertir en Mr Olympia. El 2009, Jay Cutler es va convertir en el tercer de Mr Olympia en la història de l'esport (excepte Arnold Schwarzenegger i Franco Columbu) per reclamar el títol, i l'únic en la història de Mr Olympia per recuperar el títol després d'haver perdut, mitjançant la devolució a l'escenari i derrotar l'actual campió de Dexter Jackson.

## Guanyadors del Mister Olympia
| Any  | Guanyador             | Lloc                                    |
| ---- | --------------------- | --------------------------------------- |
| 1965 | Larry Scott           | Nova York, Estats Units                 |
| 1966 | Larry Scott           | Nova York, Estats Units                 |
| 1967 | Sergio Oliva          | Nova York, Estats Units                 |
| 1968 | Sergio Oliva          | Nova York, Estats Units                 |
| 1969 | Sergio Oliva          | Nova York, Estats Units                 |
| 1970 | Arnold Schwarzenegger | Nova York, Estats Units                 |
| 1971 | Arnold Schwarzenegger | París, França                           |
| 1972 | Arnold Schwarzenegger | Essen, Rin del Nord-Westfàlia, Alemanya |
| 1973 | Arnold Schwarzenegger | Nova York, Estats Units                 |
| 1974 | Arnold Schwarzenegger | Nova York, Estats Units                 |
| 1975 | Arnold Schwarzenegger | Pretòria, Gauteng, Sud-àfrica           |
| 1976 | Franco Columbu        | Columbus, Ohio, Estats Units            |
| 1977 | Frank Zane            | Columbus, Ohio, Estats Units            |
| 1978 | Frank Zane            | Columbus, Ohio, Estats Units            |
| 1979 | Frank Zane            | Columbus, Ohio, Estats Units            |
| 1980 | Arnold Schwarzenegger | Sydney, Nova Gal·les del Sud, Austràlia |
| 1981 | Franco Columbu        | Columbus, Ohio, Estats Units            |
| 1982 | Chris Dickerson       | Londres (Regne Unit), Regne unit        |
| 1983 | Samir Bannout         | Múnic, Baviera, Alemanya                |
| 1984 | Lee Haney             | Nova York, Estats Units                 |
| 1985 | Lee Haney             | Brussel·les, Bèlgica                    |
| 1986 | Lee Haney             | Columbus, Ohio, Estats Units            |
| 1987 | Lee Haney             | Göteborg, Suècia                        |
| 1988 | Lee Haney             | Los Angeles, Califòrnia, Estats Units   |
| 1989 | Lee Haney             | Rímini, Emília-Romanya, Itàlia          |
| 1990 | Lee Haney             | Chicago, Illinois, Estats Units         |
| 1991 | Lee Haney             | Orlando, Florida, Estats Units          |
| 1992 | Dorian Yates          | Hèlsinki, Finlàndia                     |
| 1993 | Dorian Yates          | Atlanta, Geòrgia, Estats Units          |
| 1994 | Dorian Yates          | Atlanta, Geòrgia, Estats Units          |
| 1995 | Dorian Yates          | Atlanta, Geòrgia, Estats Units          |
| 1996 | Dorian Yates          | Chicago, Illinois, Estats Units         |
| 1997 | Dorian Yates          | Long Beach, Califòrnia, Estats Units    |
| 1998 | Ronnie Coleman        | Nova York, Estats Units                 |
| 1999 | Ronnie Coleman        | Las Vegas, Nevada, Estats Units         |
| 2000 | Ronnie Coleman        | Las Vegas, Nevada, Estats Units         |
| 2001 | Ronnie Coleman        | Las Vegas, Nevada, Estats Units         |
| 2002 | Ronnie Coleman        | Las Vegas, Nevada, Estats Units         |
| 2003 | Ronnie Coleman        | Las Vegas, Nevada, Estats Units         |
| 2004 | Ronnie Coleman        | Las Vegas, Nevada, Estats Units         |
| 2005 | Ronnie Coleman        | Las Vegas, Nevada, Estats Units         |
| 2006 | Jay Cutler            | Las Vegas, Nevada, Estats Units         |
| 2007 | Jay Cutler            | Las Vegas, Nevada, Estats Units         |
| 2008 | Dexter Jackson        | Las Vegas, Nevada, Estats Units         |
| 2009 | Jay Cutler            | Las Vegas, Nevada, Estats Units         |
| 2010 | Jay Cutler            | Las Vegas, Nevada, Estats Units         |
| 2011 | Phil Heath            | Las Vegas, Nevada, Estats Units         |
| 2012 | Phil Heath            | Las Vegas, Nevada, Estats Units         |
| 2013 | Phil Heath            | Las Vegas, Nevada, Estats Units         |
| 2014 | Phil Heath            | Las Vegas, Nevada, Estats Units         |
| 2015 | Phil Heath            | Las Vegas, Nevada, Estats Units         |
| 2016 | Phil Heath            | Las Vegas, Nevada, Estats Units         |
| 2017 | Phil Heath            | Las Vegas, Nevada, Estats Units         |
| 2018 | Shawn Rhoden          | Las Vegas, Nevada, Estats Units         |
| 2019 | Brandon Curry         | Las Vegas, Nevada, Estats Units         |
| 2020 | Mamdouh Elssbiay      | Orlando, Florida, Estats Units          |

## Nombre de victòries
| Guanyats | Nom                   | Anys                 |
| -------- | --------------------- | -------------------- |
| 8        | Lee Haney             | 1984-1991            |
| 8        | Ronnie Coleman        | 1998–2005            |
| 7        | Arnold Schwarzenegger | 1970–1975, 1980      |
| 6        | Dorian Yates          | 1992–1997            |
| 4        | Jay Cutler            | 2006–2007, 2009-2010 |
| 3        | Sergio Oliva          | 1967–1969            |
| 3        | Frank Zane            | 1977–1979            |
| 2        | Larry Scott           | 1965-1966            |
| 2        | Franco Columbu        | 1976, 1981           |
| 1        | Samir Bannout         | 1983                 |
| 1        | Chris Dickerson       | 1982                 |
| 1        | Dexter Jackson        | 2008                 |